# Thẻ quà tặng

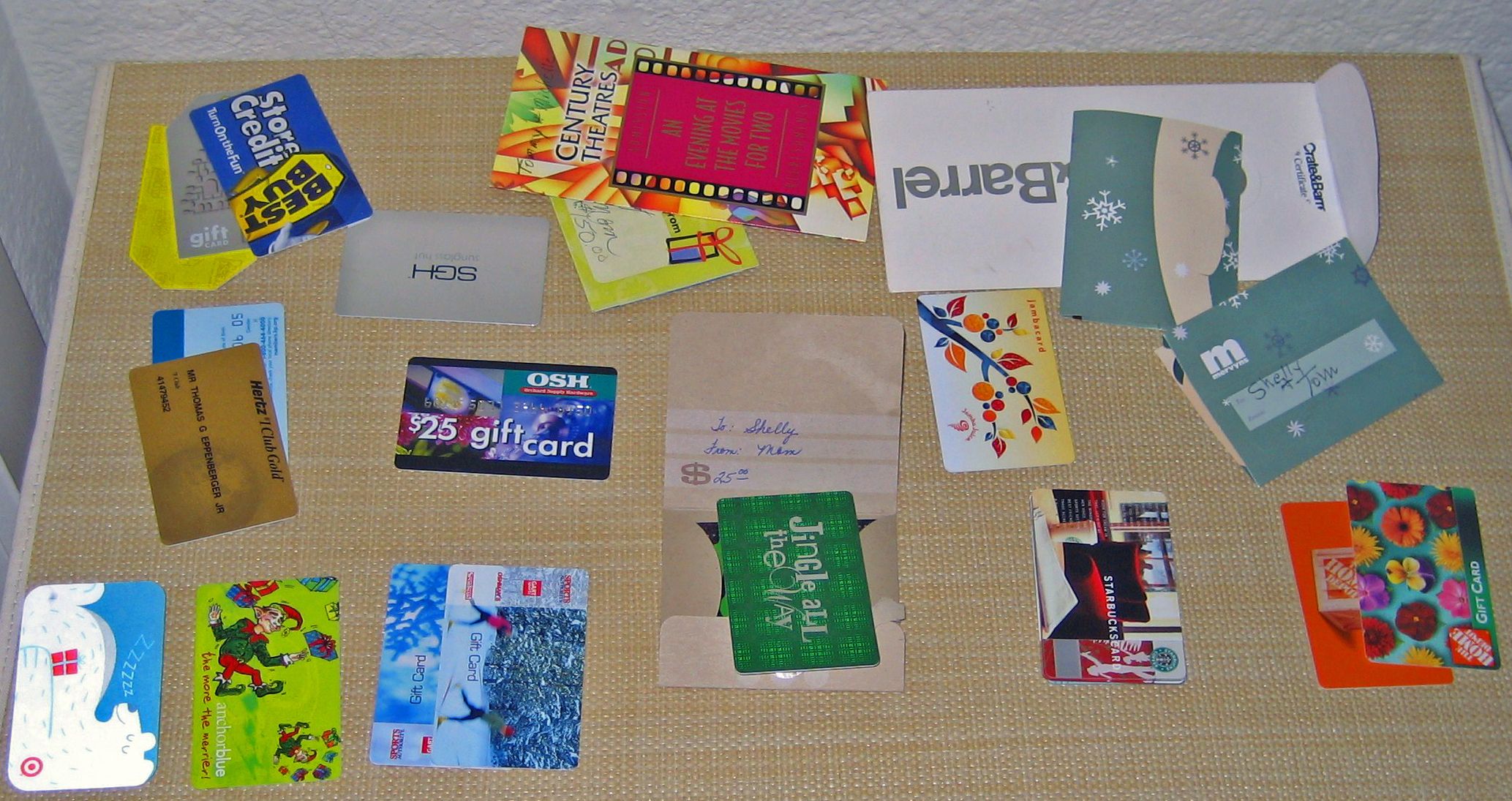
Các loại thẻ quà tặng đến từ nhiều nhà bán lẻ quốc gia Hoa Kỳ như Best Buy, Target và Home Depot.

Thẻ quà tặng là một đẳng giá tiền tệ giới hạn hay ghi nợ được các nhà bán lẻ và ngân hàng sử dụng thay cho quà tặng không phải bằng tiền. Loại thẻ này rất phổ biến, xếp thứ hai trong ưu tiên quà tặng dành cho người tiêu dùng Mỹ (2006) và là món quà được mong muốn nhất của nữ giới, trong khi được mong muốn thứ ba ở nam giới của nước này. Thẻ quà tặng ngày càng trở nên phổ biến vì chúng làm giảm bớt sự lựa chọn của nhà tài trợ về một món quà cụ thể. Năm 2012, gần 50% người tiêu dùng Mỹ tuyên bố đã mua thẻ quà tặng như một món quà trong mùa lễ. Ở Canada, 1,8 tỷ đô la được chi qua thẻ quà tặng, và ở Anh con số này ước tính lên đến 3 tỉ (GBP) vào năm 2009, trong khi đó tại Hoa Kỳ, khoảng 80 tỷ đô la đã được trả cho thẻ quà tặng vào năm 2006. Tại Nhật Bản, thẻ quà tặng được sử dụng rất nhiều kể cả trong các cửa hàng bách hóa dưới sự quản lý của Hiệp hội Cửa hàng Nhật Bản; ước tính số thẻ phát ra năm 2006 tại quốc gia này gần ngang với 5 tỷ yen tiền mặt. Người nhận thẻ quà tặng có thể sử dụng nó theo ý thích trong những hạn chế của cơ quan phát hành.